# レオカディア (ゴヤ)
『レオカディア』（西: La Leocadia, 英: Leocadia）は、スペインのロマン主義の巨匠フランシスコ・デ・ゴヤが1820年から1823年に制作した絵画である。油彩を使用した壁画。深刻な精神的・肉体的苦痛に苦しんでいた70代半ばのゴヤが邸宅キンタ・デル・ソルドの屋内の壁面に描いた《黒い絵》として知られる14点の壁画の1つで、ゴヤの家政婦でありおそらく愛人であったレオカディア・ソリーリャを描いたと考えられている。
ゴヤの友人で画家アントニオ・デ・ブルガダの1828年から1830年頃の目録によると『レオカディア』はキンタ・デル・ソルドの1階に位置しており、ローレンス・ゴーウィングの観察によると、男性を描いた『我が子を食らうサトゥルヌス』（Saturno devorando a su hijo）や『サン・イシードロへの巡礼』（La romería de San Isidro）、女性を描いた『ユディトとホロフェルネス』（Judith y Holofernes）、『魔女の夜宴』（El aquelarre）、『レオカディア』といったテーマに分けられていた。ゴヤの死後、連作のすべての作品はキャンバスに移され、現在はマドリードのプラド美術館に所蔵されている。

## 題名
《黒い絵》の他の絵画と同様、現在の題名はゴヤ自身がつけたものではなく、ゴヤはそれらの絵画について何か言及したり書き残すことはなかった。現在知られている題名はゴヤの死後に名づけられたものである。本作品がレオカディア・ソリーリャを描いたものであると特定し、『レオカディア』（西: La Leocadia）という題名で呼んだのはアントニオ・デ・ブルガダである。シャルル・イリアルトは1867年のモノグラフで『レオカディア』および『ゴヤの恋人』（西: Una amante de Goya）と呼んだ。1900年のプラド美術館の目録では『マノーラ』（Una manola）と呼ばれた。

## 作品

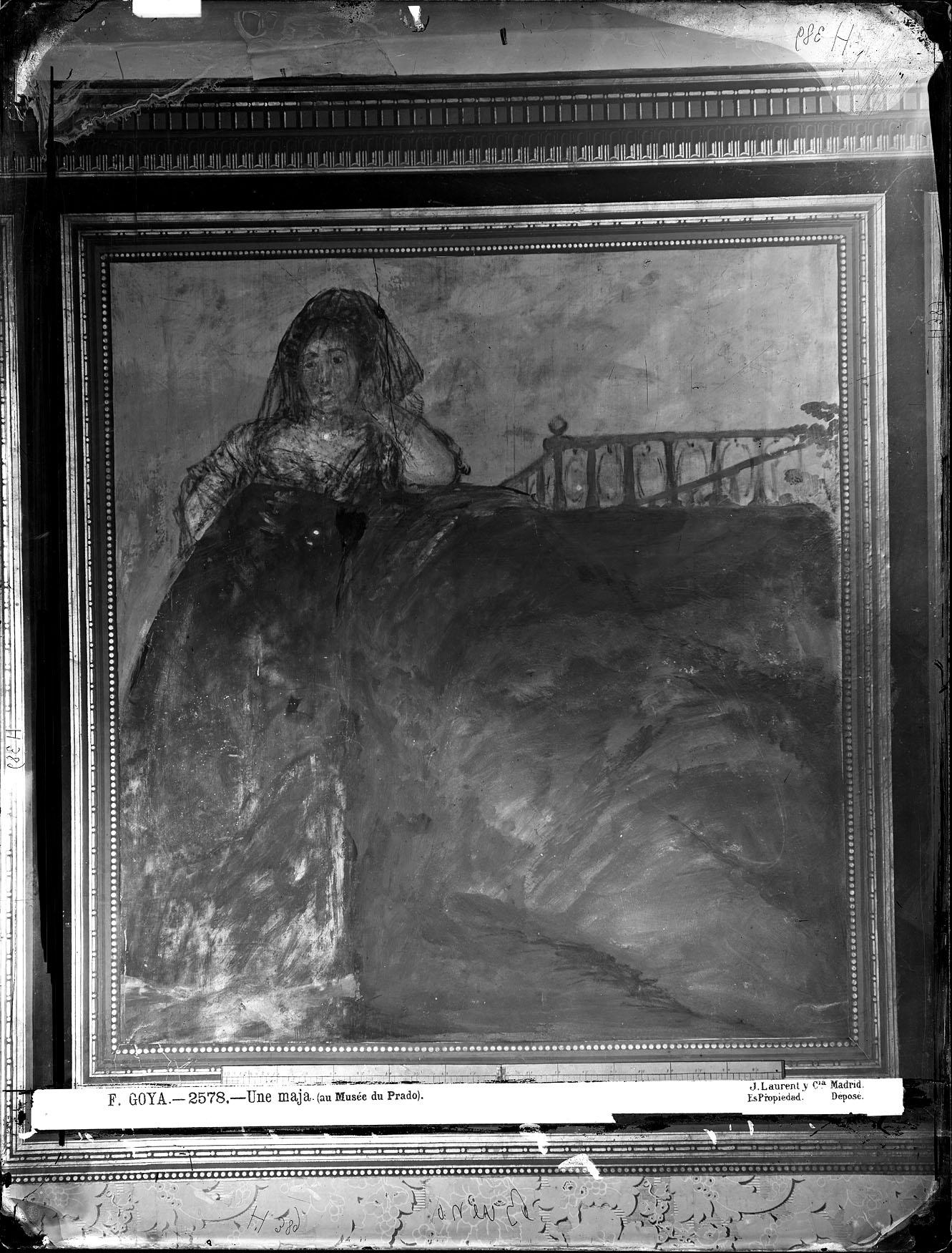
フランスの写真家ジャン・ローランによって撮影された『レオカディア』。1874年。

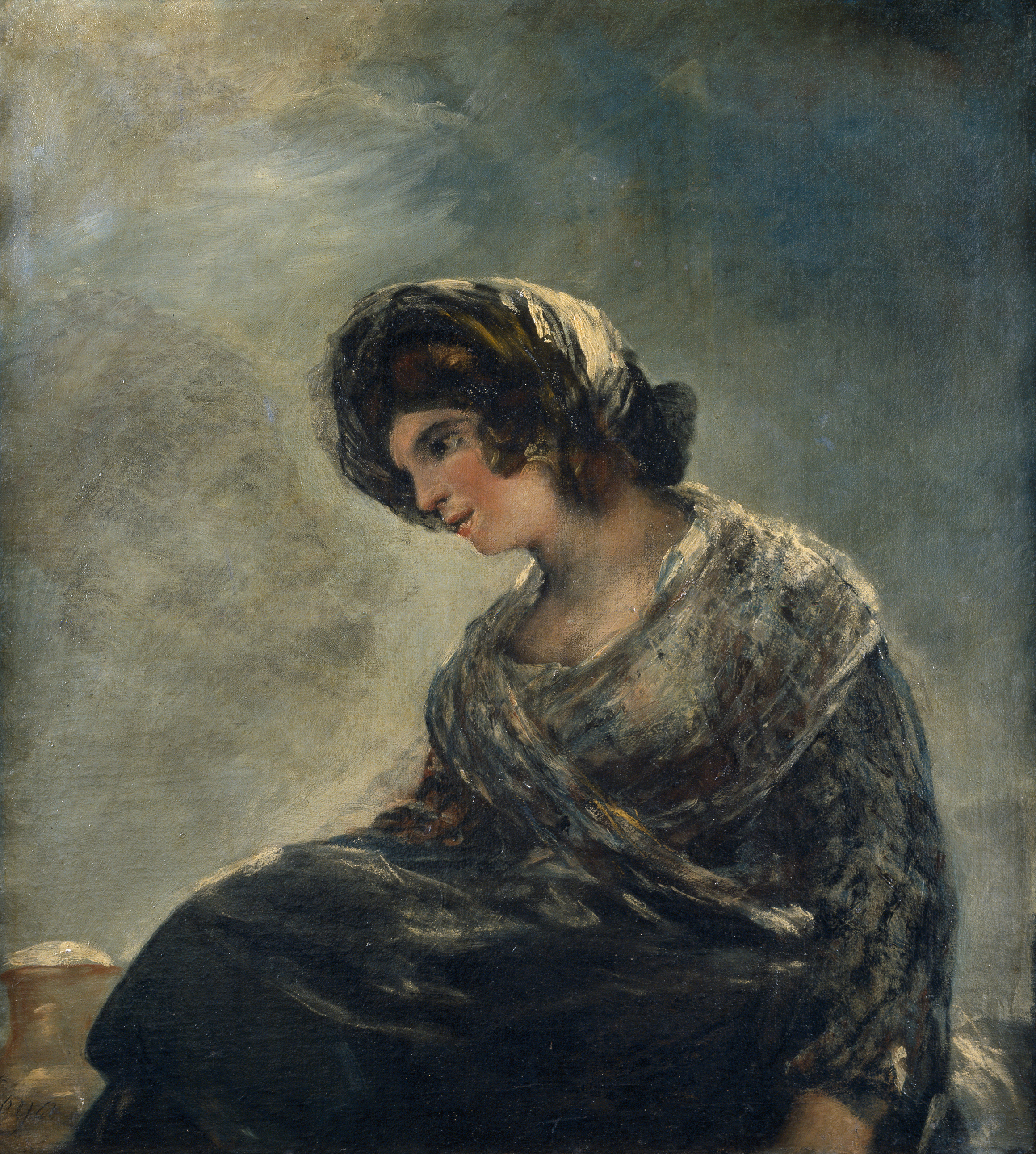
『ボルドーのミルク売り娘』。1827年頃。おそらくレオカディア・ソリーリャを描いた3点あるゴヤの肖像画のうち最後の作品である。これもレオカディアの娘ロサリオの肖像画の可能性がある。彩色や雰囲気は本作品とよく似ている。プラド美術館所蔵。

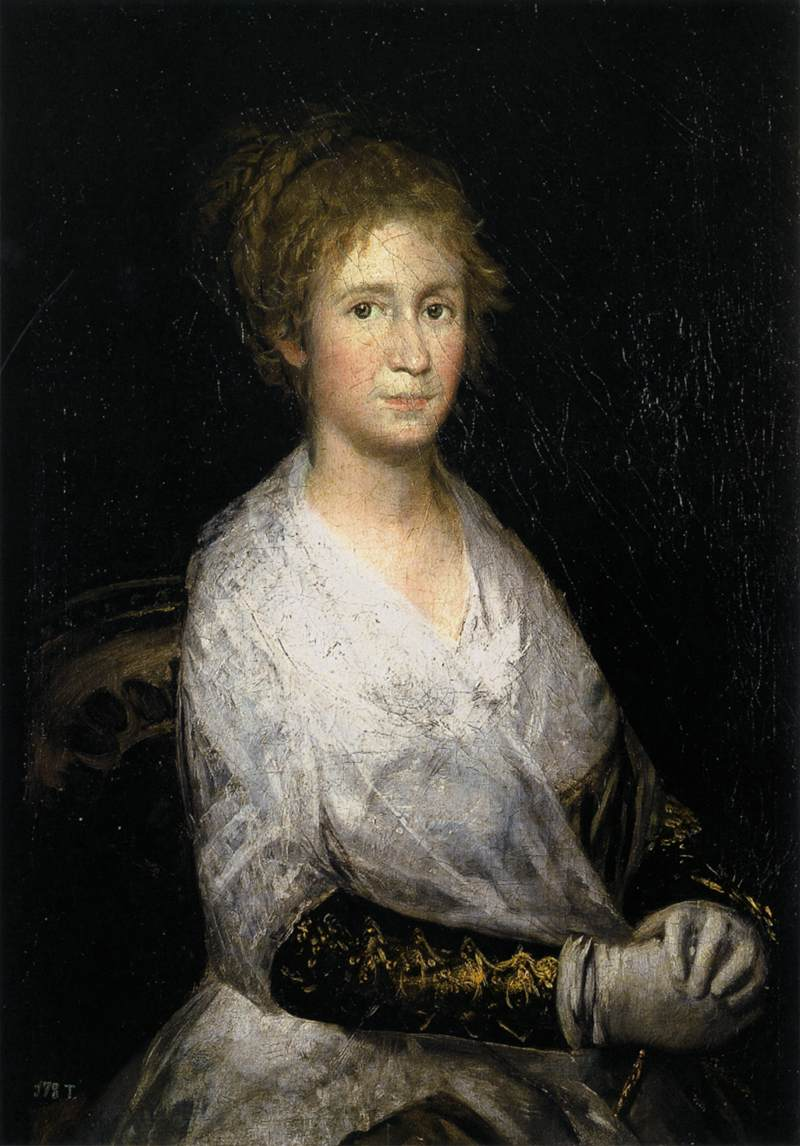
『レオカディア・ソリーリャの肖像』。1812年から1814年頃。この肖像画のモデルがゴヤの妻ホセファ・バイユのか、それとも愛人レオカディアなのかは不明である。プラド美術館所蔵。

この絵画の葬儀のような雰囲気は、灰色の背景の描影法、モデルの黒いヴェールとマハドレスの彩色、そして彼女の悲しい、あるいはノスタルジックな表情によって確立されている。レオカディアは広々とした青空の前に立ち、身体を岩あるいは塚にわずかに寄りかかり、塚の上には小さな錬鉄製の手すりが並んでいる。一部の研究者はこれが墳墓を表しているのではないかと示唆している。X線撮影を用いた調査によると、塚はもともと暖炉として描かれ、ヴェールはおそらく後から追加されたものである。レオカディアは頭を左腕の上に置き、画面の外側にいる鑑賞者を思慮深く見つめており、思いやりのある態度で描かれている。画面は彼女の顔、腕、胸に降り注ぐ黄色い光によって照らされている。背景には黄土色の黄色がかった正午の光を発する青と白の空が示されている。ゴヤの最後の作品の1つである『ボルドーのミルク売り娘』（La lechera de Burdeos）を思い出させる。
この絵画には《黒い絵》の他の作品には見られない平和の感覚と和解の雰囲気がある。作家フアン・ホセ・フンケラ（Juan José Junquera）は、『レオカディア』はメランコリーの擬人化、あるいは画家とモデルの関係を考えると、おそらく「愛の炎、家庭、そして来たるべき死の予感の象徴」であると書いた。ロバート・ハバード（Robert Havard）によると、レオカディアの自信に満ちた視線とマハドレスは彼女の不倫に対する以前の告発の兆しである可能性があるという。

## レオカディア・ソリーリャ
絵画はおそらく画家の家政婦で35歳年下の遠い親戚にあたる、レオカディア・ワイス（旧姓ソリーリャ, 1788年-1856年）を描いたと思われるが、この特定については議論がある。フンケラはこれを「確信よりも空想的である」と述べているが、この作品は多かれ少なかれレオカディアの肖像であると認められ、ゴヤの死後も彼女が所有していた1805年のゴヤの肖像画に酷似している。
レオカディアと娘ロサリオは、ゴヤの最初の妻ホセファ・バイユの死後、ゴヤと暮らしながら世話をした。彼女は1824年までキンタ・デル・ソルドの別荘に彼と一緒に滞在した。1824年のある時点で、ゴヤは復活したスペイン王政の反自由主義的な政治的・社会的姿勢に対する信頼を失ったか、あるいはその脅威にさらされ、スペインを捨ててフランスに亡命し、1828年に死去するまでボルドーに住んだ。レオカディアはロサリオとともにゴヤを追い、ボルドーに留まった。
レオカディアは気性が激しい性格であったこと以外はあまり知られていない。レオカディアは宝石商のイシドーロ・ワイス（Isidore Weiss）と不幸な結婚生活を送ったことが知られているが、夫が彼女を「違法行為」で告発したため、1811年以来別居していた。レオカディアとイシドーロの間にはそれまでに2人の子供がおり、1814年に26歳のときに3人目のロサリオ・ウァイスを出産した。確かな証拠はほとんどないものの、ロサリオはイシドーロの娘ではなく、ゴヤの娘であるとしばしば推測されてきた。この絵画では彼女はゴヤの墓で悲しんでいる未亡人として描かれており、ゴヤとレオカディアは恋愛関係にあったのではないかと多くの憶測が飛び交ったが、他の者は2人の間の愛情はプラトニックで感傷的なものであったと信じている。
本作品の描写から、彼女は美人ではないにしても印象的な容姿をしており、この肖像画が描かれた当時はおそらく30代前半だったと推測されている。ゴヤの手紙によれば、彼女の強い燃えるような性格はしばしば彼を動揺させた。ゴヤが「千のキスと千の物」を送ったと手紙に込めたにもかかわらず、彼の遺言書にはレオカディアについて何も記されていなかった。そのような状況では愛人は省略されることが多かった。父親の目録と売れ残った絵画を受け継いだ息子フランシスコ・ハビエル・ゴヤ・イ・バイユ（Francisco Javier Goya y Bayeu）は、しかしボルドーにいるゴヤを訪問することを拒否し、レオカディアに1,000フランと彼女がゴヤと共有していた家の家具を与えた。彼女は何人かの友人に自分が排除されたこと、ハビエルが自宅から銀製品や拳銃を盗んだことを手紙で訴えた。しかし友人の多くはゴヤの友人であり、その頃には老人で亡くなっていたか、返事をする前に亡くなっていた。
極貧のレオカディオは賃貸住宅に引っ越した。貧困の中で彼女は《ロス・カプリーチョス》の複製を無料で人手に渡した。彼女はまたゴヤから「1オンスの金」以下では受け取らないようにと言われていた『ボルドーのミルク売り娘』を売却したが、受け取った代金は失われた。彼女のフランスの年金はその後すぐに打ち切られた。レオカディアはゴヤの素描を多数所有しており、1849年に競売にかけた。しかし、彼女がそれによってどれほどの金額を受け取ったかは不明である。

## 来歴
ゴヤは1823年にフランスに亡命した際に、キンタ・デル・ソルドを孫のマリアーノ・ゴヤ（Mariano Goya）に譲渡した。マリアーノは1833年にこれを父ハビエルに売却したが、1854年にはマリアーノに返還され、1859年にセグンド・コルメナレス（Segundo Colmenares）、1863年にルイ・ロドルフ・クーモン（Louis Rodolphe Coumont）によって購入された。1873年にドイツ系フランス人の銀行家フレデリック・エミール・デルランジェ男爵はキンタ・デル・ソルドを購入すると、劣化した壁画の保存を依頼し、プラド美術館の主任修復家サルバドール・マルティネス・クベルスの指揮の下でキャンバスに移し替えられた。しかしその過程で壁画は損傷し、大量の絵具が失われた。デルランジェは1878年のパリ万国博覧会で《黒い絵》を展示した後、最終的にそれらをスペイン政府に寄贈した。壁画はプラド美術館に移され、1889年以降展示されている。1900年にはフランスの写真家ジャン・ローランが1873年頃に撮影した写真がプラド美術館のカタログに初めて掲載された。壁画が切り離されたキンタ・デル・ソルドは1909年頃に取り壊された。

## ギャラリー
キンタ・デル・ソルド1階の他の壁画

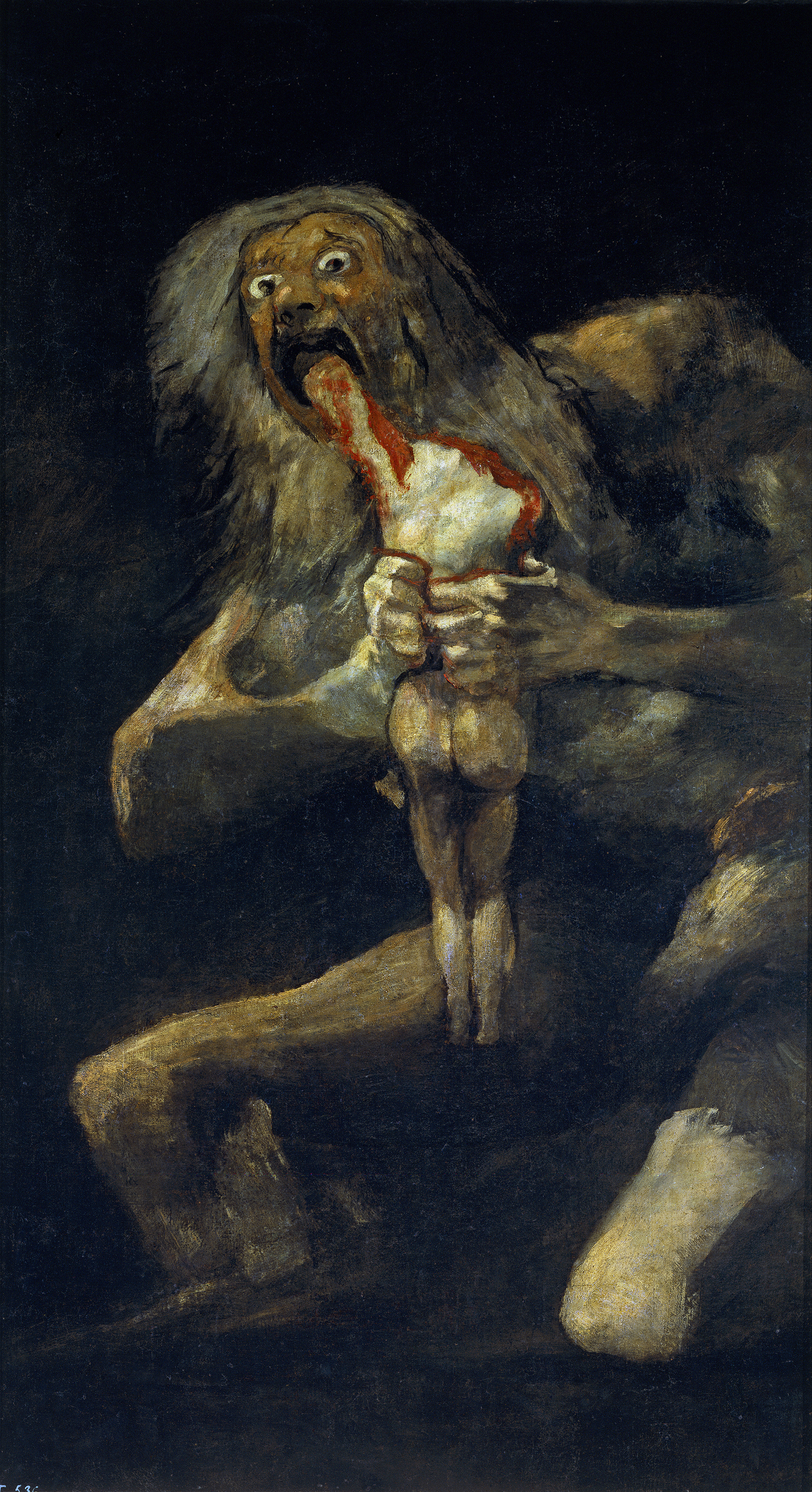
『我が子を食らうサトゥルヌス』
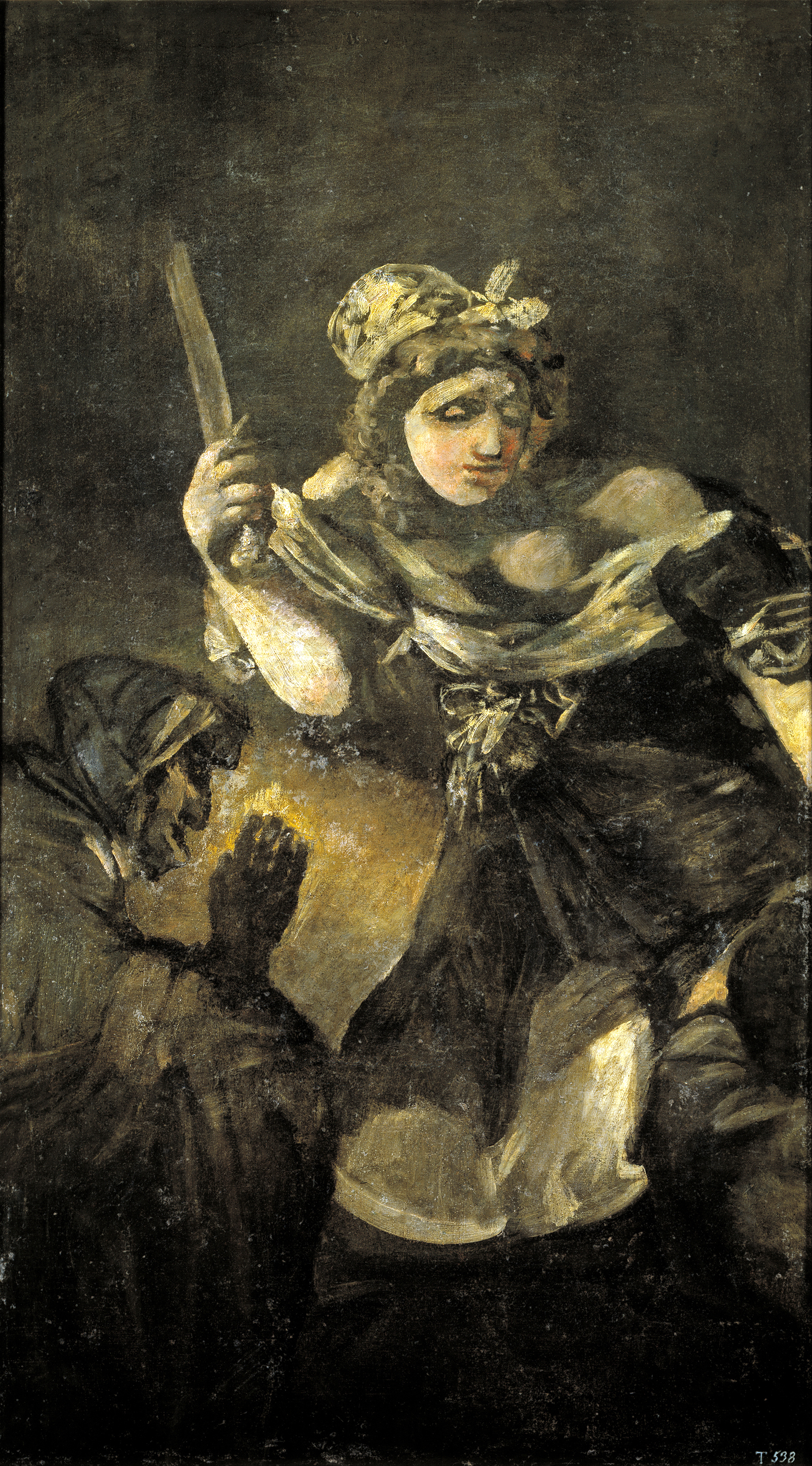
『ユディトとホロフェルネス』
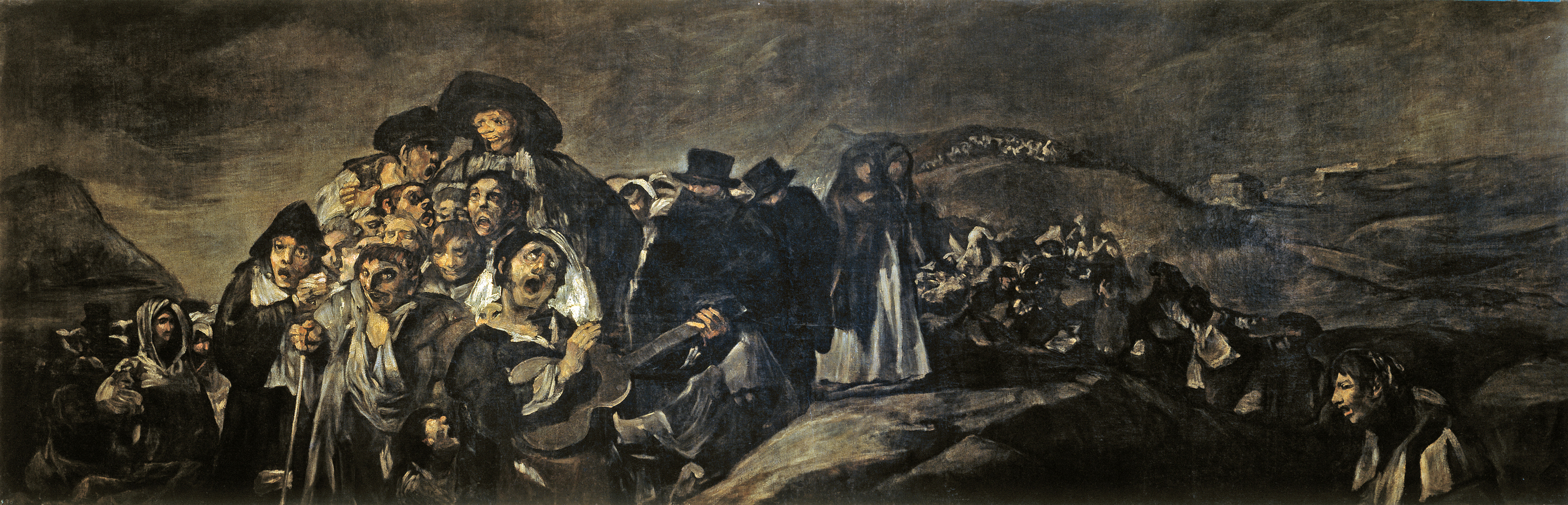
『サン・イシードロへの巡礼』
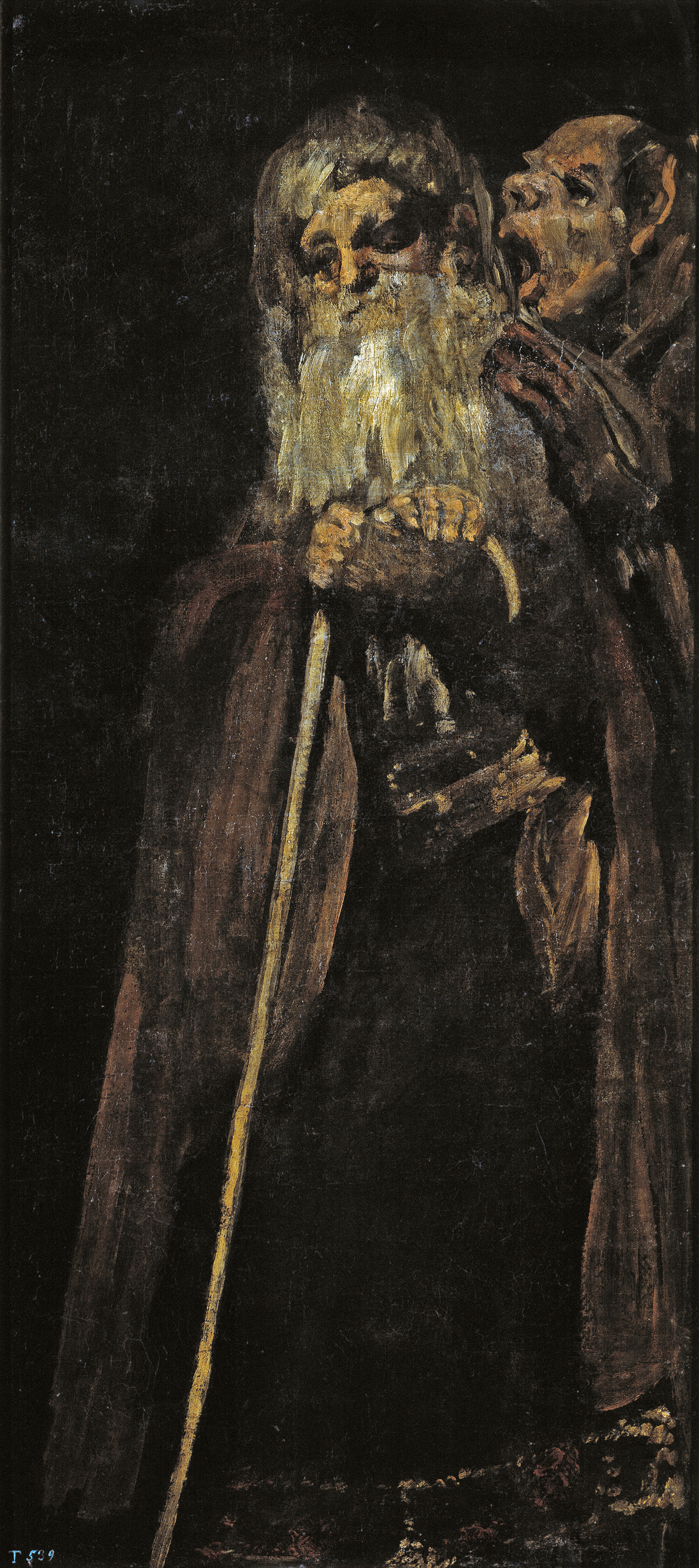
『二人の老人』
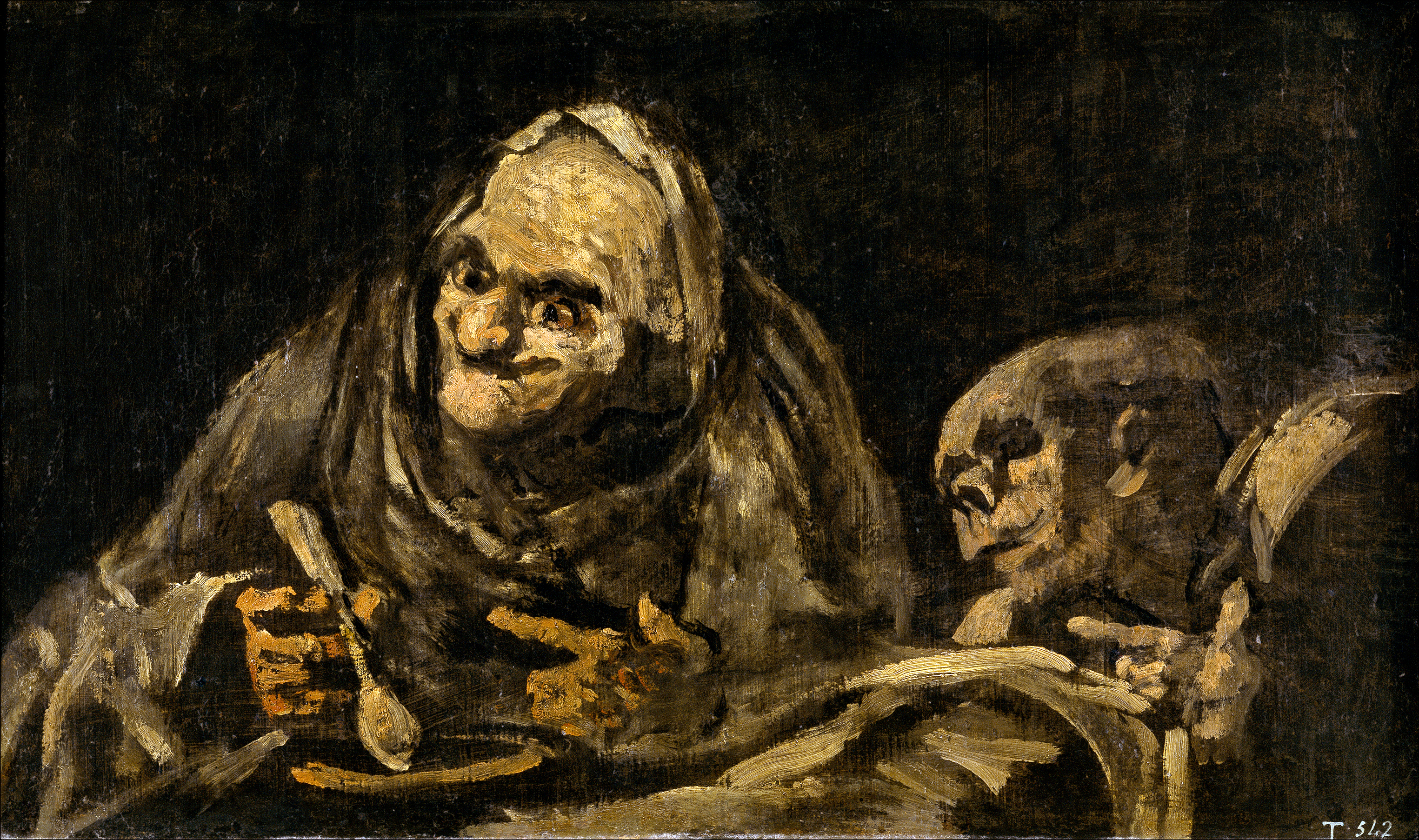
『食事をする二老人』
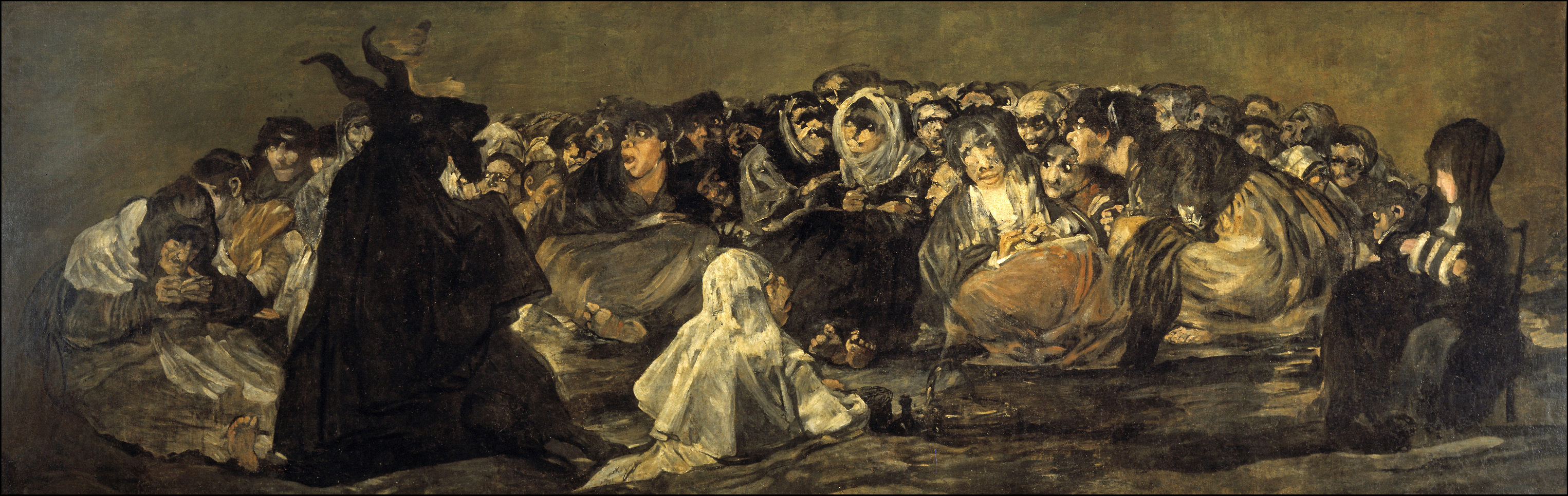
『魔女の夜宴』